# Sewellia lineolata
Sewellia lineolata es una especie de peces de la familia Balitoridae en el orden de los Cypriniformes.

## Morfología
• Los machos pueden llegar alcanzar los 5,7 cm de longitud total.

## Distribución geográfica
Se encuentra en la China, el Vietnam y Camboya, incluyendo el río Mekong.

## Hábitat
Es un pez de agua dulce.